# Siegfried Loeschcke
Siegfried Loeschcke (* 16. Mai 1883 in Dorpat; † 19. September 1956 in Trier) war ein deutscher provinzialrömischer Archäologe.

## Leben
Siegfried Loeschcke war Sohn des Klassischen Archäologen Georg Loeschcke und dessen erster Frau Katharina Jäger. Er hatte eine Schwester und fünf Brüder, darunter den Theologen Gerhard Loeschcke (1880–1912), den Pathologen Hermann Loeschcke (1882–1958) und den Maler Reinhard Loeschcke (1887–1920). 
1909 wurde er bei seinem Vater an der Universität Bonn mit der Arbeit Keramische Funde in Haltern. Ein Beitrag zur Geschichte der augusteischen Kultur in Deutschland promoviert. Loeschcke nahm an einer Expedition Ernst von Sieglins nach Alexandria teil. 1910 bis 1912 war er Reisestipendiat des Deutschen Archäologischen Instituts. Während dieser Reise erwarb er im Auftrage seines Vaters verschiedene Artefakte für die Berliner Universitätssammlung, die aus dessen Berufungsmitteln bezahlt wurden. Schon früh orientierte er sich anders als sein Vater weg von der Klassischen Archäologie hin zur Provinzialrömischen Archäologie. Nach dem Ersten Weltkrieg kam er an das Landesmuseum Trier, wo er Abteilungsdirektor wurde. Er war Ehrenmitglied des Vereins für Altertumskunde und Heimatpflege Haltern am See. Loeschcke machte sich nachhaltig um die Provinzialrömische Archäologie in Deutschland und insbesondere um Trier verdient.

## Schriften (Auswahl)
- Lampen aus Vindonissa. Ein Beitrag zur Geschichte von Vindonissa und des Antiken Beleuchtungswesens, Beer/Baer, Zürich/Frankfurt am Main 1919
- Die Erforschung des Tempelbezirkes im Altbachtale zu Trier, Berlin 1928
- Denkmäler vom Weinbau aus der Zeit der Römerherrschaft an Mosel, Saar und Ruwer, Deutsches Weinmuseum, Trier 1933